# Kolmpers
Kolmpers (finska: Kolmperä) är en stadsdel i Esbo stad och hör administrativt till Gamla Esbo storområde.
En stor del av stadsdelen upptas av Kärringmossens avfallsbehandlingscentral. Det finns inga uppgifter om invånarantalet i Kolmpers, eftersom Esbo stad statistikför byn Kolmpers med stadsdelen Siikajärvi, medan soptippen bildar ett eget statistikområde. Den östligaste delen av stadsdelen Kolmpers statistikförs i Nupurböle-Gamla Noux statistikområde.
Namnet Kolmpers kommer från namnet på ett träsk, Kolmpers träsk. Det är en försvenskad form av det finska namnet Kolmperse - tre ändor, vilket hänför sig till formen på träsket.
Byn Forsbacka ligger i södra Kolmpers.